# 卜失兔
卜失兔（?—1620年代末），又作卜石兔、博硕克图、舍剌克炭台吉，明末漠南蒙古右翼土默特领主，第四代顺义王，撦力克长孙，晁兔台吉长子，早年驻牧于青海。

## 生平
开始驻牧在山西偏关外的委兀儿趁（“畏兀慎”则意为“类畏吾儿”，源头实是出自哈密北山一带的乜克力部）一带，曾经进入青海。1581年，明朝封他为指挥同知。父亲去世后，1589年，袭封龙虎将军。1607年，撦力克死后，卜失兔赶回库库和屯城嗣汗位。三娘子支持自己的孙子素囊台吉（不他失礼之子），控制彻辰汗的兵符和顺义王的印信。不让卜失兔即位。直到1611年，以撦力克弟弟五路把都儿台吉为首的各部首领都支持卜失兔，三娘子只好将交出兵符和印信，与卜失兔合婚，不久三娘子去世。
明萬曆四十一年六月初八日（1613年7月25日），卜失兔正式即位，明朝册封他为第四代顺义王。因为和素囊台吉对抗，土默特部势力衰落，部属不听号令。明天啟七年（1627年）十月，察哈尔部的蒙古大汗林丹汗攻克库库和屯城，卜失兔西逃河套。明崇禎元年（1628年）九月，大明金国（土默特顺义王政权）灭亡。其子俄木布后降清。